# Corsican
Die Corsican war ein 1907 in Dienst gestellter Transatlantikdampfer der britisch-kanadischen Reederei Allan Line, der im Passagier- und Frachtverkehr zwischen Kanada und Großbritannien eingesetzt wurde. Am 21. Mai 1923 lief die Corsican bei Kap Race an der Küste von Neufundland (Kanada) auf einen Felsen und sank. Alle 437 Menschen an Bord konnten gerettet werden.

## Das Schiff
Das 11.419 BRT große Dampfschiff Corsican wurde auf der Werft Barclay, Curle and Company im Glasgower Bezirk Whiteinch gebaut. Sie war das baugleiche Schwesterschiff der Grampian und der Hesperian, die beide bei Alexander Stephen and Sons gebaut wurden und ebenfalls über 10.000 BRT maßen. Diese drei Dampfer waren die bis dahin größten Schiffe in der Geschichte der Allan Line.
Das 152,48 Meter lange und 18,62 Meter breite Passagier- und Frachtschiff hatte einen Schornstein, zwei Masten und zwei Propeller und wurde von zwei Dreifachexpansions-Dampfmaschinen angetrieben, die 917 nominale PS leisteten und eine Höchstgeschwindigkeit von 16 Knoten ermöglichten. Die Passagierunterkünfte waren für 208 Passagiere der Ersten, 298 der Zweiten und 1.000 der Dritten Klasse ausgelegt. Der Speisesaal der Ersten Klasse lag am vorderen Ende des Brückendecks und verfügte über große, eckige Fenster auf drei Seiten, um möglichst viel natürliches Licht hereinzulassen. Daneben standen den Reisenden ein mit seidenen Paneelen geschmückter Musiksalon und einen Rauchsalon mit einem großen Oberlicht aus Teakholz auf dem Promenadendeck zur Verfügung. Die Corsican war mit Elektrizität, einem Ventilationssystem zur Frischluftversorgung sowie einem Marconi-Funkgerät für drahtlose Telegrafie ausgestattet. Zur Rettungsausrüstung gehörten 16 Rettungsboote und zehn klappbare Faltboote.
Nach dem Stapellauf am 29. April 1907 lief die Corsican am 11. Juli 1907 in Liverpool zu ihrer Jungfernfahrt nach Quebec und Montreal aus. 1908 wurde das Schiff an die Canadian Pacific Railway verchartert, für die es in den kommenden Jahren auf der gleichen Route verkehrte. Am 12. August 1912 kollidierte die Corsican bei Belle Isle mit einem Eisberg und wurde leicht beschädigt. Im Januar 1914 vollendete sie ihre letzte Fahrt von Liverpool nach Saint John im Dienst der Canadian Pacific. Ab dem 18. April 1914 fuhr sie ab Glasgow nach Quebec und Montreal und ab August desselben Jahres führte sie erste Truppenfahrten von Southampton nach Le Havre durch. Ab September 1914 wurde die Corsican für Truppenfahrten von Alexandria nach Bombay eingesetzt. 1917 wurde sie wieder der Canadian Pacific Railway überstellt, die die Allan Line inzwischen übernommen hatte.
Am 24. August 1918 startete die Corsican ihren Dienst auf der Route London–Quebec–Montreal und ab dem 30. Januar 1919 war sie zurück auf der Route Liverpool–Saint John. Am 16. November 1922 wurde die Corsican in Marvale umbenannt und die Passagierkapazität wurde auf die Dritte Klasse reduziert. Am 26. April 1923 lief sie zum letzten Mal in Glasgow über Belfast nach Quebec und Montreal aus.

## Untergang
Am 21. Mai 1923 lief die Marvale mit 437 Passagieren und Besatzungsmitgliedern am Eingang der Trepassey Bay bei Cape Pine etwa 25 Meilen westlich von Kap Race an der Küste Neufundlands in dichtem Nebel auf Grund und schlug leck. Innerhalb von 25 Minuten war das Schiff evakuiert. Alle Menschen an Bord konnten in Sicherheit gebracht werden. Das Schiff sank kurze Zeit später.